# Rhododendron acuminatum
Rhododendron acuminatum är en ljungväxtart som beskrevs av Joseph Dalton Hooker. Rhododendron acuminatum ingår i släktet rododendron, och familjen ljungväxter. Inga underarter finns listade i Catalogue of Life.